# Santos-Dumont 14-bis

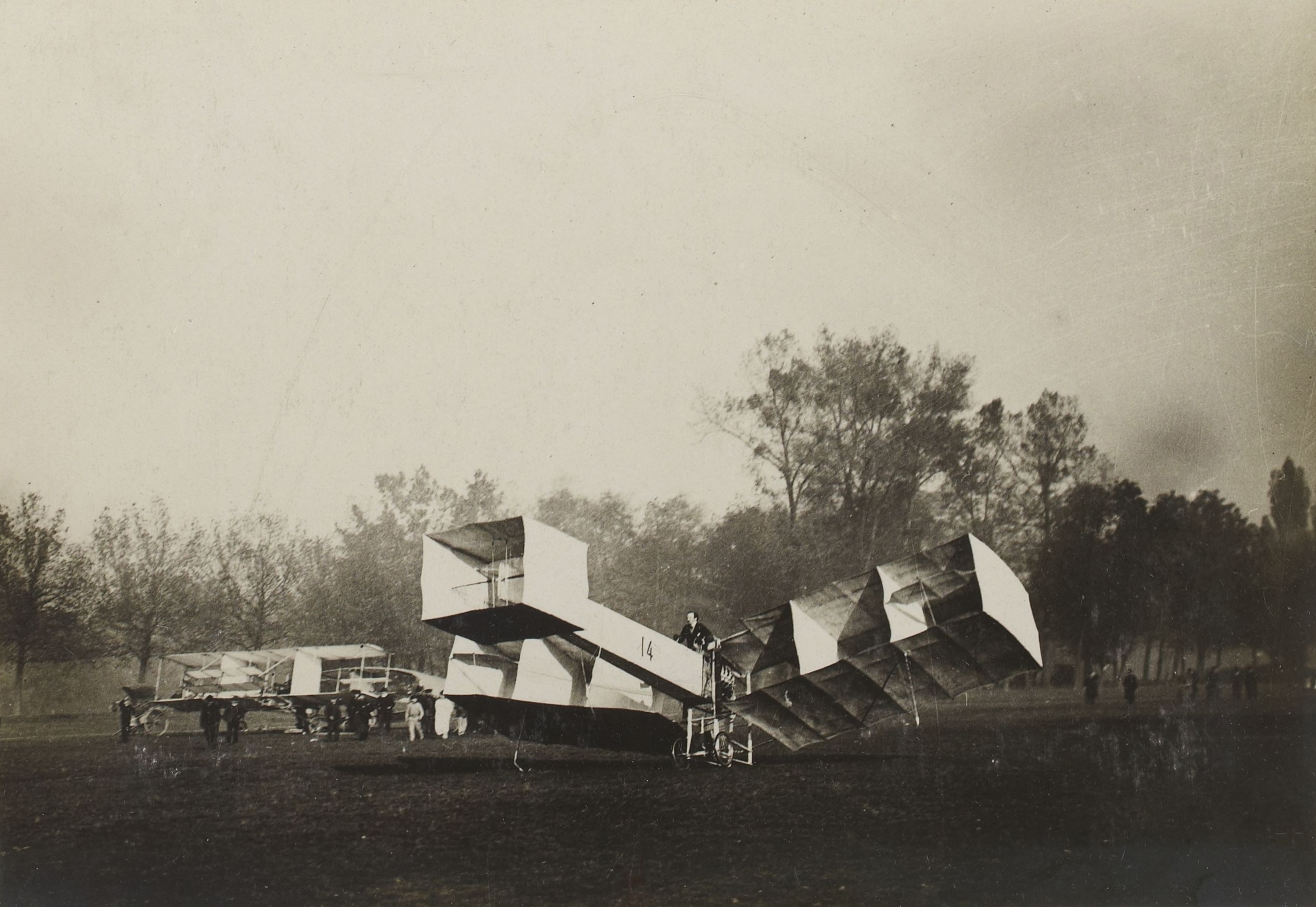
14-bis w ostatecznej formie, z lotkami między skrzydłami

14-bis, znany też jako Oiseau de proie (fr. drapieżny ptak) – pionierski samolot, dwupłat w układzie kaczki, zaprojektowany i zbudowany przez brazylijskiego pioniera lotnictwa Alberto Santosa-Dumonta. W 1906 r. pod Paryżem 14-bis wykonał pierwszy obserwowany przez tłum kontrolowany lot z napędem, będący jednocześnie pierwszym lotem samolotu poza USA.

## Tło historyczne
W 1905 r. Gabriel Voisin wykonał lot szybowcem holowanym przez szybką łódź na Sekwanie, pokonując ponad 150 m. Skrzydła i ogon szybowca były skrzynkowe, tzn. przypominały latawiec skrzynkowy, co zapewniało pewną stateczność statyczną. To dowiodło, że struktura skrzynkowa jest przydatna nie tylko w latawcach, ale także w statkach powietrznych cięższych od powietrza. Santos-Dumont mieszkał w tym czasie w Paryżu i był jednym z najbardziej aktywnych aeronautów w Europie, mającym już na koncie serię sterowców ciśnieniowych, które wykazywały niezwykłą zwrotność, szybkość, wytrzymałość i łatwość pilotażu. Santos-Dumont spotkał Voisina pod koniec 1905 r. i zlecił mu pomoc przy budowie samolotu. Zamierzał podjąć próbę wygrania nagród dla statku powietrznego cięższego od powietrza, oferowaną przez Aéro-Club de France, promujący w ten sposób rozwój aerodyn. Chodziło o nagrodę Coupe Ernest Archdeacon w formie srebrnego trofeum i 1500 franków za pierwszy lot o długości ponad 25 m oraz inną nagrodę w wysokości 1500 franków za lot dłuższy niż 100 m.

## Konstrukcja
W związku z tym, Santos-Dumont zbudował skrzynkowy dwupłat napędzany silnikiem Antoinette. Skrzydła, każde złożone z trzech skrzynek, znajdowały się z tyłu i miały wyraźny wznos dodatni, co zwiększało jego stabilność poprzeczną. Chłodzony wodą silnik wtryskowy w układzie V8 firmy Antoinette o mocy 18 kW (24 KM) był zamontowany z tyłu kadłuba, prawie pionowo, w równej odległości od nasad skrzydeł i napędzał śmigło pchające, a pilot stał w koszu tuż przed silnikiem. Ruchome usterzenie w kształcie latawca skrzynkowego, zamocowane na przegubie uniwersalnym, było poruszane za pomocą lin, dzięki czemu można było kontrolować pochylenie i odchylenie. Ten układ został później nazwany „układem kaczki”. Samolot został zbudowany z bambusa i drewna sosnowego, połączonego aluminiowymi tulejami i pokryty japońskim jedwabiem.

## Historia eksploatacji

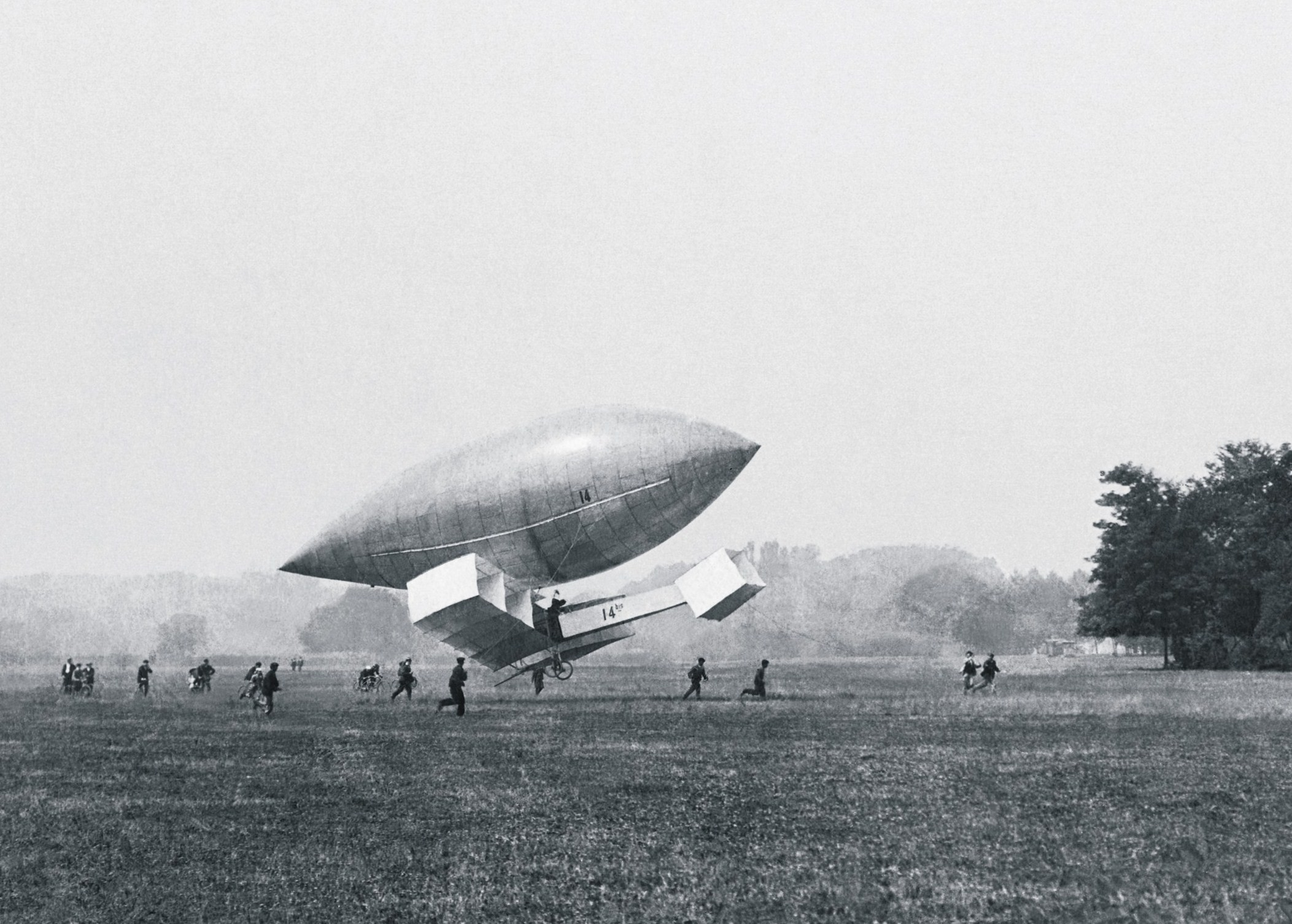
14-bis na Château de Bagatelle, zawieszony do poszycia sterowca Santos-Dumont No.14

Pierwsze testy samolotu miały miejsce w Neuilly, na prywatnym terenie należącym do Santosa-Dumonta 22 lipca 1906 roku. W celu zasymulowania warunków lotu Santos-Dumont zamocował samolot pod zbudowanym wcześniej sterowcem ciśnieniowym, No.14, dlatego samolot jest znany jako 14-bis. Maszyna została następnie przetransportowana na posesję Château de Bagatelle’a w Bois de Boulogne, gdzie było więcej miejsca. Siły wywierane przez statek powietrzny działały niebezpiecznie na poszycie samolotu, niemal rozrywając je i pozwalając tylko na ograniczoną kontrolę. Niebezpieczeństwo związane z tym testem zmusiło Santosa-Dumonta i jego zespół do szybkiego przerwania go, jednak udało się uzyskać trochę informacji o wyważeniu i rozkładzie masy w samolocie.
Kolejne testy wykonano po przymocowaniu samolotu do długiej (60 m), stalowej liny, biegnącej między dwoma słupami, jednym o wysokości 13,5 m, a drugim o wysokości 7 m, podobnie jak współcześnie w kolejce tyrolskiej.
Pierwsze próby swobodnego lotu 14-bis miały miejsce na Polo Ground w Bois de Boulogne 21 sierpnia, ale zostały wstrzymane z powodu uszkodzenia nowego, aluminiowego śmigła, które zostało wymienione na drewniane, pokryte jedwabiem. Po naprawach kolejna próba odbyła się następnego dnia. Pomimo że przednie koło oderwało się od ziemi, samolot miał niewystarczającą moc do startu i Santos-Dumont zdecydował się wymienić silnik na Antoinette o mocy 37 kW (50 KM). Próby wznowiono bez większych sukcesów 4 września, a 7 września, po uszkodzeniu śmigła, zostało zamontowane nieco większe.
13 września 1906 r. obserwatorzy Aéro-Club de France zebrali się, chcąc zobaczyć próbę wykonania rekordowego lotu. Start nie udał się za pierwszym razem, ale podczas drugiej próby samolot wzniósł się i przeleciał 4–7 m na wysokości ok. 70 cm. Maszyna wylądowała z mocno zadartym nosem, uszkadzając śmigło, co zakończyło tego dnia eksperyment. Ten krótki lot nie kwalifikował się do żadnej nagrody, ale Santos-Dumont zdobył owacje na stojąco.

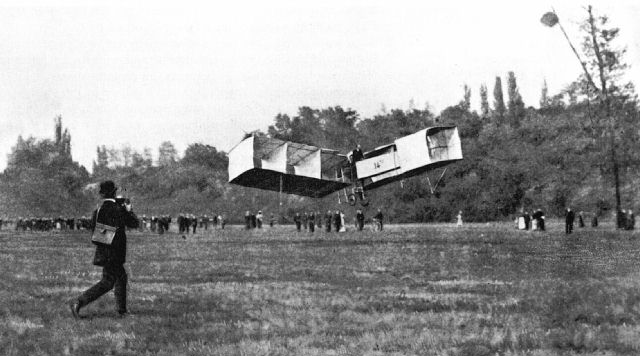
14-bis nad Bagatelle 23 października

23 października, po serii testów silnika i szybkich przejazdów po ziemi (jeden z nich zakończył się utratą koła, co szybko naprawiono), Santos-Dumont wykonał lot o długości ponad 50 m na wysokości 3–5 m. Dzięki temu Santos-Dumont zdobył pierwszą z nagród, 3000 franków, za lot o długości 25 m lub więcej.
To lądowanie uszkodziło lekko samolot i wymagał on naprawy, ale Santos-Dumont ogłosił, że będzie gotowy do próby zdobycia nagrody za przelecenie 100 m 12 listopada. 14-bis naprawiono i dodano ośmiokątne lotki w środku zewnętrznych skrzynek skrzydła z obrotowymi powierzchniami między zewnętrznymi przednimi zastrzałami. Lotki były poruszane za pomocą lin przymocowanych do kombinezonu pilota na ramionach, trochę jak w przypadku wypaczanych skrzydeł w Wright Flyerze, które były sterowane biodrami. Rano 12 listopada 1906 roku lotnicza społeczność Francji zebrała się na terenie należącym do Chateau de Bagatelle’a, żeby obserwować następną próbę Santosa-Dumonta. Gdy Santos-Dumont zaczął rozpędzać się po polu wzlotów, wzdłuż samolotu ruszył samochód, z którego Henry Farman upuszczał talerz za każdym razem, gdy zaobserwował oderwanie się kół samolotu od ziemi lub ponowne przyziemienie. Podczas pierwszej próby udało się przelecieć w ciągu pięciu sekund ok. 40 m na wysokości ok. 40 cm nad ziemią, a dwa kolejne krótkie loty miały długość 40 i 50 m. Pośpieszne lądowanie po drugiej próbie spowodowane bliskością drzew uszkodziło oś kół, która została naprawiona podczas przerwy obiadowej. Po południu odbyły się kolejne loty o długości 50, a następnie 82 m (osiągnięto prędkość ok. 40 km/h), ten drugi przerwany przez bliskość ogrodzenia. Gdy zaszło słońce, Santos-Dumont podjął próbę jeszcze jednego lotu. Żeby nie uderzyć obserwatorów, którzy stali wtedy na całym polu wzlotów, ściągnął do siebie drążek, gdy przelatywał nad nimi. Po 22 sekundach wyłączył silnik i doszybował do ziemi. Przeleciał 220 m, kwalifikując się do drugiej nagrody lotniczej 1000 franków za przelot 100 m lub więcej statkiem powietrznym cięższym od powietrza. To był ostatni rekord tego samolotu. Santos-Dumont odbył kolejne wybitne loty w listopadzie 1907 r. swoim No. 19 Demoiselle.

## 14-bis a Wright Flyer
Niektórzy twierdzą, że właśnie 14-bis, a nie Wright Flyer jest pierwszym prawdziwym samolotem. W 1903 r. Wright Flyer potrzebował do oderwania szyny startowej i kołowego wózka. Samolot wylądował na płozach odpowiednich do piaszczystego terenu Kitty Hawk i twardego gruntu na Huffman Field. Po 1903 r. bracia Wrght używali do wspomagania większości startów samolotów z 1904 i 1905 r. katapulty. Santos-Dumont 14-bis nie używał katapulty i rozpędzał się na kołach umieszczonych z tyłu kadłuba i płozie pod jego przednią częścią.
Fédération Aéronautique Internationale (FAI, Międzynarodowa Federacja Lotnictwa), założona we Francji w 1905 r. w celu „regulowania sportów lotniczych” oraz śledzenia rekordów i innych lotniczych osiągnięć, ustaliła m.in., że samolot powinien być w stanie wystartować siłą własnego napędu, żeby rekord mógł być zaliczony. Dlatego Brazylijczycy utrzymują, że 14-bis jest pierwszym samolotem, a Santos-Dumont jest w swoim kraju czczony jako ojciec lotnictwa. 5 października 1905 r. Wilbur wykonał krąg o długości 38,9 km w czasie 39 min 23 s nad Prerią Huffmana, rok wcześniej Santos-Dumont pięćdziesięciometrowym lotem zdobył swoją pierwszą nagrodę lotniczą.
Pisemna i fotograficzna dokumentacja braci Wright, potwierdzona przez historyków, pokazuje, że Wright Flyer startował przy silnym czołowym wietrze bez katapulty i wykonał kontrolowany lot prawie trzy lata przed pierwszym startem Santosa-Dumonta Oficjalne zapisy i nieedytowane filmy pokazują, że 14-bis wykonał niewspomagany start na kołach.

## Dane techniczne
Dane z www.aviafrance.com
Ogólna charakterystyka
- Załoga: jeden pilot
- Długość: 9,60 m
- Rozpiętość skrzydeł: 11,46 m
- Wysokość: 3,75 m
- Powierzchnia skrzydeł: 52 m²
- Masa maksymalna: 290 kg
- Napęd: 1 × Antoinette 8V V-8 silnik tłokowy, 37 kW (50 hp)

Osiągi
- Prędkość maksymalna: 40 km/h
- Zasięg: 220 m zademonstrowany
- Obciążenie skrzydła: 5,7 kg/m²
- Moc/masę: 0,12 kW/kg

## Media

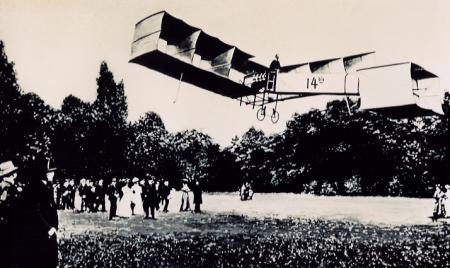
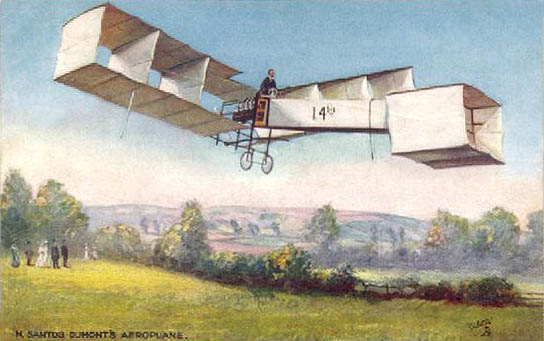
14-bis na francuskiej pocztówce
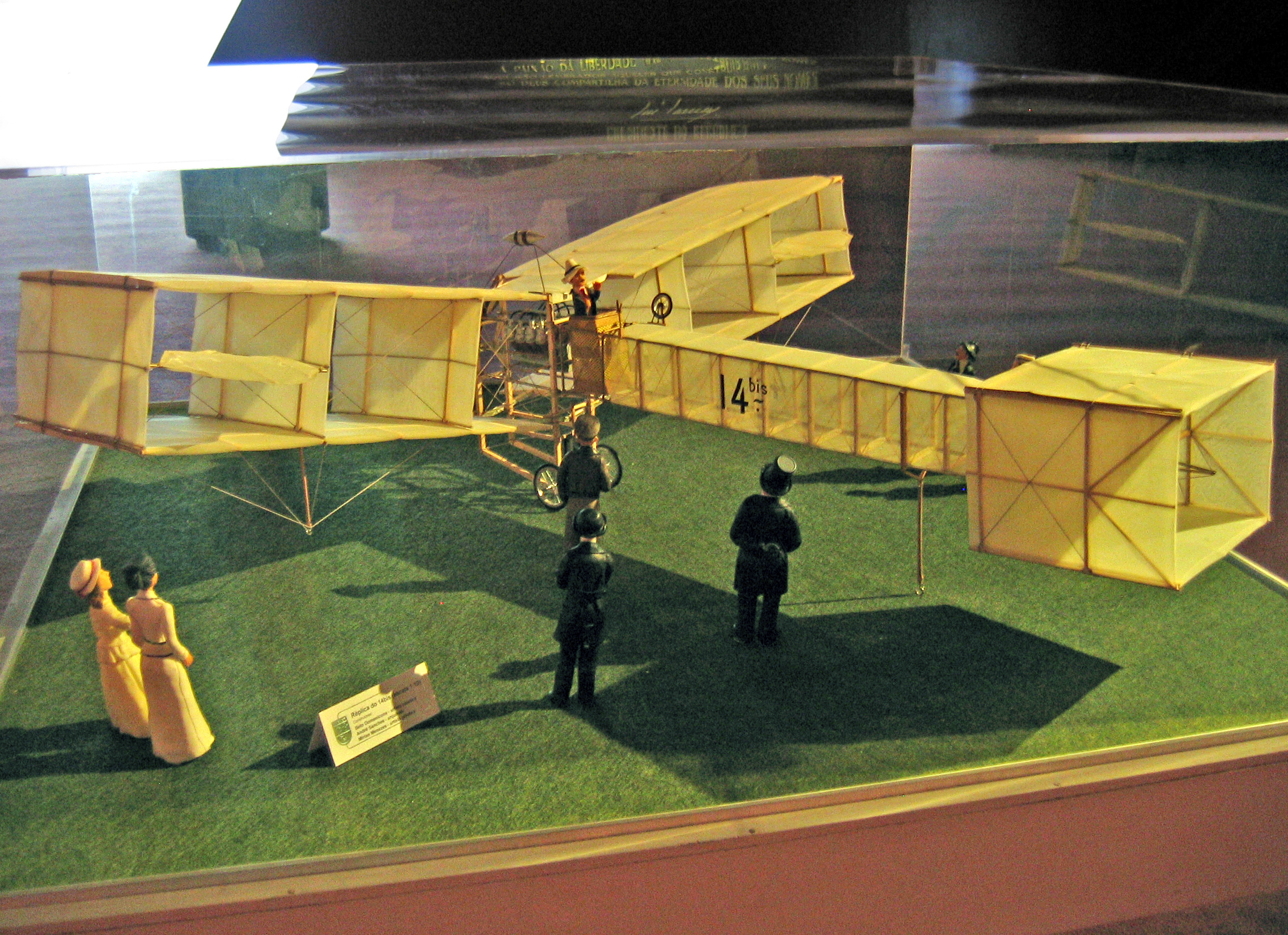
Model 14-bis z ośmiokątnymi lotkami

## Nawiązania
14-bis został przedstawiony jako jedna z atrakcji podczas ceremonii otwarcia letnich igrzysk olimpijskich w 2016 r.